# Junonia
Junonia is een geslacht van vlinders uit de familie van de Nymphalidae, onderfamilie Nymphalinae.

## Soorten
- Junonia adulatrix (Fruhstorfer, 1903)
- Junonia africana (Richelmann, 1913)
- Junonia agnesberenyiae Sáfián, 2018
- Junonia almana (Linnaeus, 1758)
- Junonia ansorgei (Rothschild, 1899)
- Junonia artaxia Hewitson, 1864
- Junonia atlites (Linnaeus, 1763)
- Junonia chorimene (Guérin-Méneville, 1844)
- Junonia coenia Hübner, 1822
- Junonia cymodoce (Cramer, [1777])
- Junonia cytora Doubleday, [1847]
- Junonia divaricata C. & R. Felder, 1867
- Junonia elgiva Hewitson, 1864
- Junonia erigone (Cramer, 1775)
- Junonia evarete (Cramer, [1779])
- Junonia genoveva (Cramer, 1780)
- Junonia goudotii (Boisduval, 1833)
- Junonia gregorii Butler, 1896
- Junonia grisea Austin & Emmel, 1998
- Junonia hadrope Doubleday, 1847
- Junonia hedonia (Linnaeus, 1764)
- Junonia hierta (Fabricius, 1798)
- Junonia intermedia (C. & R. Felder, 1867)
- Junonia iphita (Cramer, 1779)
- Junonia lemonias (Linnaeus, 1758)
- Junonia litoralis Brévignon, 2009
- Junonia natalica (C. & R. Felder, 1860)
- Junonia neildi Brévignon, 2004
- Junonia nigrosuffusa Barnes & McDunnough, 1916
- Junonia oenone (Linnaeus, 1758)
- Junonia orithya (Linnaeus, 1758)
- Junonia pacoma Grishin, 2020
- Junonia rhadama (Boisduval, 1833)
- Junonia schmiedeli (Fiedler, 1920)
- Junonia sophia (Fabricius, 1793)
- Junonia stemosa Grishin, 2020
- Junonia stygia (Aurivillius, 1894)
- Junonia temora (C. & R. Felder, 1867)
- Junonia terea (Drury, 1773)
- Junonia timorensis Wallace, 1869
- Junonia touhilimasa Vuillot, 1892
- Junonia vestina C. & R. Felder, 1867
- Junonia villida (Fabricius, 1787)
- Junonia wahlbergi Brévignon, 2008
- Junonia westermanni Westwood, 1870
- Junonia zonalis C. & R. Felder, 1867